# Прогресивні матриці Равена
Шкала прогресивних матриць Равена (Рейвена) — тест, призначений для диференціювання випробовуваних за рівнем їх інтелектуального розвитку. Автори тесту Джон Рейвен і Л. Пенроуз. Запропоновано в 1936 році.

## Опис
Тест Равена відомий як один з найбільш «чистих» вимірювань фактора загального інтелекту g, виділеного Чарльзом Спірменом. Успішність виконання тесту SPM інтерпретується як показник здатності до навчання на основі узагальнення власного досвіду і створення схем, що дозволяють обробляти складні події. Цей зручний в застосуванні і простотою в інтерпретації тест, який має багаторічну історію, неодноразово підтверджував високі показники валідності і надійності. Незважаючи на зниження розрізняльної здатності в області високих значень, що виникло зважаючи на тенденцію зростання тестових показників (ефект Флінна), SPM залишається в арсеналі багатьох дослідників і практиків. Тест містить 60 завдань, розподілених за п'ятьма серіями. Назва цього тесту «Прогресивні матриці Равена» вказує на те, що завдання тесту впорядковані за ознакою зростання складності їх вирішення. Тобто, в кожній з п'яти серій (в серії по 12 завдань), кожна наступна задача серії є складнішою від попередньої.
Результатом тесту є загальна кількість правильно вирішених завдань. Більш високі показники за цим тестом показують ті, хто:
а) швидше,
б) точніше визначає логічні закономірності в побудові упорядкованого ряду, що складається з графічних об'єктів, що мають обмежену кількість ознак.

## Інтерпретація результатів
Показники даного тесту некоректно порівнювати з показниками тесту Айзенка та іншими. У тесті Айзенка максимальний бал 180, в тесті Равена для віку 16-30 років — 130 балів.
Згідно з офіційним керівництвом, тестування повинне проводитися без обмеження часу, щоб не дискримінувати випробовуваних з «повільним» стилем мислення. У той же час, набули поширення версії тесту з 20 і 30 хвилинними обмеженнями. Наявні дані показують, що різниця в результатах є не настільки значущою, як це можна було б уявити виходячи з теорії. Так, виявилося, що 20-хвилинна версія матриць Равена надійно пророкує результативність версії без часових обмежень. На користь обмеження часу говорить і та обставина, що на практиці складно створити умови для безлімітного за часом тестування, оскільки обмеження існують більш-менш явно. Режим обмеження часу забезпечує більш високу дискримінативність, достовірність і захист від впливу мотивації.
Поширений і комбінований спосіб: завдання тесту виконуються без обмеження часу, але відзначається, скільки завдань виконано правильно за перші 20 хвилин. Таким чином, тест Стандартні прогресивні матриці Равена може бути використаний як в якості тесту швидкості (з обмеженням часу виконання завдань), так і тесту результативності (без обмежень часу). Вибір режиму застосування тесту повинен здійснюватися в залежності від мети і умов діагностики (перш за все можливості забезпечення тривалої безперервної роботи випробуваного з тестом).
Для інтерпретації результатів слід орієнтуватися на відповідні вікові норми, отримані на національною вибіркою